# 1838 w muzyce
Wydarzenia muzyczne w 1838 roku.

## Wydarzenia
- 1 stycznia – w Lipsku odbyła się premiera „Psalm 42” op.42 Felixa Mendelssohna[1][2]
- 6 stycznia – w paryskim Théâtre de la Bourse miała miejsce premiera opery Le fidèle berger Adolphe’a Adama[1][2]
- 30 stycznia – w weneckim Teatro La Fenice miała miejsce premiera opery Maria de Rudenz Gaetana Donizettiego[1][2]
- 19 lutego – w Hanowerze w Hoftheater miała miejsce premiera opery Der Bäbu op.98 Heinricha Marschnera[1][2]
- 1 marca – w Wiedniu odbyła się premiera Symphony No. 5 op.102 Louisa Spohra[1][2]
- 5 marca – w paryskiej Salle Le Peletier miała miejsce premiera opery Guido et Ginevra Fromentala Halévy’ego[1][2]
- 18 marca – w wiedeńskiej Musikvereinsaal miała miejsce publiczna premiera „Uwertury in D” D 26 Franza Schuberta[1][2]
- 19 marca prawdopodobnie w Domu Bractwa Czarnogłowych w Rydze miała miejsce premiera „Rule Britannia” WWV 42 Richarda Wagnera[1][2]
- 30 marca – w paryskim Théâtre des Nouveautés miała miejsce premiera opery Le perruquier de la régence Ambroise Thomasa[1][2]
- 1 kwietnia – w paryskiej Salle Chantereine miała miejsce premiera „Deuxième Trio Concertant” op.1 na skrzypce, wiolonczelę i fortepian Césara Francka[1][2]
- 2 kwietnia – w Lipsku odbyła się premiera „Serenade and Allegro giocoso” op.43 Felixa Mendelssohna[1][2]
- 30 kwietnia – w Grazu odbyła się premiera „Souvenir de Vienne” op.9 Clary Wieck[1][2]
- 12 sierpnia – w Lipsku odbyła się premiera „Scherzo No. 1” op.10 Clary Wieck[1][2]
- 10 września – w paryskiej Opéra Le Peletier odbyła się premiera opery Benvenuto Cellini Hectora Berlioza[1][2]
- 31 października – w paryskim Théâtre de la Bourse miała miejsce premiera opery Le brasseur de Preston Adolphe’a Adama[1][2]

## Urodzili się
- 1 stycznia – Mieczysław Malcz, polski lekarz, miłośnik muzyki i kompozytor (zm. 1920)
- 6 stycznia – Max Bruch, niemiecki kompozytor i dyrygent (zm. 1920)
- 15 marca – Karł Dawydow, rosyjski wiolonczelista i kompozytor (zm. 1889)
- 21 marca – Wilma Neruda, morawska skrzypaczka (zm. 1911)
- 16 kwietnia – Karel Bendl, czeski kompozytor i dyrygent (zm. 1897)
- 19 czerwca – Heinrich Schulz-Beuthen, niemiecki kompozytor, pedagog i krytyk muzyczny (zm. 1915)
- 11 lipca – Rafał Ludwik Maszkowski, polski skrzypek i dyrygent (zm. 1901)
- 23 lipca – Édouard Colonne, francuski dyrygent i skrzypek (zm. 1910)
- 3 sierpnia – Frederic Clay, angielski kompozytor (zm. 1889)
- 18 sierpnia – Angelo Neumann, austriacki śpiewak operowy (tenor) (zm. 1910)
- 28 sierpnia – Władysław Fierek, polski kompozytor i pedagog (zm. 1911)
- 25 października – Georges Bizet, francuski kompozytor operowy (zm. 1875)
- 13 grudnia – Alexis de Castillon, francuski kompozytor (zm. 1873)

## Zmarli
- 13 stycznia – Ferdinand Ries, niemiecki pianista i  kompozytor (ur. 1784)
- 24 marca – Thomas Attwood, angielski kompozytor i organista (ur. 1765)
- 29 maja – Anna Milder-Hauptmann, austriacka śpiewaczka (sopran) (ur. 1785)
- 28 lipca – Bernhard Henrik Crusell, fiński klarnecista i kompozytor (ur. 1775)
- 17 sierpnia – Lorenzo Da Ponte, włoski librecista (ur. 1749)
- 26 grudnia – Franciszek Lessel, polski kompozytor i pianista (ur. około 1780)

## Muzyka poważna
- 17 września – w wiedeńskim „Wiener Zeitung” opublikowano „Die Schule der Geläufigkeit” op.229 Carla Czernego[1][2]